# Каллис, Оскар
Оскар Каллис (эст. Oskar Kallis; 23 ноября 1892, Таллин — 1 января 1918, Ялта) — один из самых представительных художников народного романтизма в Эстонии.

## Биография
Родился в дворянской семье. После смерти отца в 1898 году приходилось помогать матери в воспитании трех братьев-сестер. После окончания четырёхклассного Ревельского городского училища в 1910 году стал работать чертёжником у инженера Э. Боустеда. В 1914 году приняли на работу чертёжником в Морскую крепость Императора Петра Великого, где работал до ноября 1917 года.
Изучать искусство начал уже в Ревельском городском училище. B 1903 году он принял участие на курсах рисования Антса Лайкмаа. Когда Лайкмаа в 1905—1907 отлучился из Ревеля, молодому художнику пришлось самостоятельно пробовать разные рисунки, рисовать акварелью и масляными красками, делать разные эскизы. Интересовался литературой, фольклором  и археологией.

## Произведения
- «Lennuk» (1914)
- «Sulevipoja kalm» (1914)
- «Kalevipoeg kasvatab tamme» (1914—1915)
- «Kalevipoeg kellukest helistamas» (1914—1915),
- «Kalevipoeg allmaailmas» (1915)
- «Manala uks» (1915)